# 薩爾泰姆湖
薩爾泰姆湖是俄羅斯的湖泊，由鄂木斯克州負責管轄，位於西西伯利亞平原南部，面積146平方公里，最大水深1.7米，平均水深0.9米，湖水主要來自融雪，每年十月至翌年五月結冰。